# كوين وسليم (فلم)
كوين وسليم (بالإنجليزية: Queen & Slim) فيلم جريمة - دراما - رومانسي أمريكي للمخرجة الحائزة مرتين على جائزة جرامي وأربع جوائز موسيقى الفيديو (MTV) ميلينا ماتسوكاس، عن قصة جيمس فراي ولينا وايثي، التي كتبت السيناريو. الفيلم من بطولة دانيال كالويا، جودي تيرنر سميث، بوكيم وودباين، كلوي سيفيني، فلي، ستورجيل سيمبسون، وإنديا مور  وتدور الأحداث حول موعد غرامي لأول مرة بين شاب وفتاة من الأمريكان الأفارقة يأخذ منعطفًا غير متوقع عندما يحاول ضابط شرطة القبض عليهم لمخالفة مرورية.
عرض الفيلم لأول مرة في مهرجان معهد الفيلم الأمريكي في 14 نوفمبر 2019.
أصدرته شركة أفلام يونيفرسال إلى دور العرض الأمريكية في 27 نوفمبر 2019.
منح موقع قاعدة بيانات الأفلام على الإنترنت (IMDB) الفيلم درجة 7.1/ 10.

## طاقم التمثيل
دانيال كالويا: في دور إرنست "سليم" هاينز
جودي تيرنر سميث: في دور أنجيلا "كوين" جونسون
بوكيم وودبين: في دور العم إيرل
كلوي سيفيني: في دور السيدة شيبرد
فيلي: في دور السيد جوني شيبرد
ستورجيل سيمبسون: في دور ضابط الشرطة ريد
إنديا مور: في دور جوديس
بينيتو مارتينيز: في دور الشريف إدغار
جاهي ديالو وينستون: في دور جونيور
غرالين براينت بانكس: في دور رجل أسود عجوز
ديكسون أوباهور: في دور رجل أسود كبير
براينت تاردي: في دور السمين
ثوم جوسوم الابن: في دور والد سليم
ميلاني هالفكيني: في دور نعومي
برتراند إي بويد الثاني: في دور فلوريدا مان 

## أحداث الفيلم
تخسر المحامية كوين (جودي تيرنر سميث) قضيتها دفاعاً عن شاب أسود ويحكم عليه بالإعدام. تذهب كوين لموعد غرامي مع الشاب سليم (دانيال كالويا) الذي تلتقيه لأول مرة، وبينما يقود سليم سيارته، لإيصال كوين لبيتها، يقوم شرطي أبيض بتوقيفهم وتفتيش سليم دون سبب. يطلب سليم من الضابط أن يسرع لأن الجو بارد بالخارج ، ويقوم الشرطي بسحب بندقيته على سليم. تسارع كوين لمواجهة الشرطي الذي يطلق النار على ساق كوين. يتعارك سليم مع الشرطي وينتزع سلاحه ويطلق النار ليرديه قتيلاً. تسارع كوين بأخذ سلاح الشرطي وتتخلص من هواتفهم وتصرخ في سليم بضرورة الهرب على الفور.
ينفد الوقود ويضطر الشابين لطلب المساعدة من شاحنة مارة يتضح أن سائقها هو إدجار، عمدة ولاية كنتاكي (بينيتو مارتينيز)، الذي يتلقى إشارة لا سلكية بشأن قتل الشرطي ويدرك أن كوين وسليم هما المشتبه بهما. يستولى الشابين على شاحنة العمدة تحت تهديد السلاح، ويتركوه في صندوق سيارة سليم، رغم عرضه مساعدتهم. تنتشر لقطات كاميرات المراقبة لحادثة قتل الشرطي على نطاق واسع.
يصل الشابين إلى نيو أورلينز حيث يقيم إيرل (بوكيم وودبين) عم كوين، وهو يعمل كقواد، وهناك يقترح سليم أن يهربوا إلى كوبا. يلاحظ ضابط شرطة شاحنتهم، مما يجعل إيرل يعطيهم المال وسيارة أخرى للوصول إلى جوني شيبرد (فيلي)، وهو صديق أنقذ حياته أثناء خدمته في الخارج. يصل الشابين إلى حانة ويقضوا بعض الوقت في الرقص. يتعرف عليهم بعض السكان المحليون المتعاطفين، ويتوقفون للاستمتاع بمشاهدة حصان على الطريق. تتعطل سيارتهم، مما يضطرهم إلى إعطاء كل أموالهم لميكانيكي أسود، بينما يعرب ابنه المراهق جونيور (جاهي ديالو وينستون) عن إعجابه بهم؛ ويدعو سليم المراهق جونيور لكي يلتقط صورة لهما.
يتصل سليم بوالده الذي يقطع المكالمة نظراً لوجود رجال الشرطة في بيت الأب. تصطحب كوين رفيقها سليم لزيارة قبر والدتها التي قتلها العم إيرل عن طريق الخطأ أثناء خلاف، وتترافع كوين عنه بنجاح. يتقارب الشابين ويمارسون الجنس في السيارة. تحدث مظاهرة احتجاج لدعم الشابين الهاربين، حيث يطلق جونيور الرصاص على شرطي ثم يتلقى رصاصة قاتلة.
يصل كوين وسليم إلى منزل شيبرد وزوجته، وهناك يكتشفوا أن الشرطة رصدت مكافأة قدرها 500 ألف دولار لمن يقبض عليهم. ينصح شيبرد الهاربين بالتوجه إلى فلوريدا، وهناك يوقظهم، أثناء نومهم بالسيارة، رجل أسود يحمل بندقية ويخبرهم أن له صديق يمكنه مساعدتهم على الهروب بالطائرة. يقودهم إلى المدرج وتمشي كوين وسليم نحو طائرة منتظرة، وتفاجئهم فرقة من سيارات الشرطة. يتكاتف الشابين، يعلنون حبهم لبعضهم البعض، لكن كوين تقتل برصاص ضابط، مما يدفع سليم لتجاهل أوامر الشرطة، ويحمل سليم جثة كوين تجاه الضباط ويقتل بالرصاص أيضًا.

## استقبال الفيلم
حقق فيلم "كوين وسليم" 43.8 مليون دولار في الولايات المتحدة وكندا، و 3.9 مليون دولار في أقاليم أخرى، ليصبح المجموع العالمي 47.7 مليون دولار. صدر الفيلم، في الولايات المتحدة وكندا، مع صدور فيلم الغموض والإثارة "أخرجوا السكاكين" وكان من المتوقع أن يصل إجماليه إلى 12-16 مليون دولار من 1625 داراً للعرض خلال عطلة نهاية الأسبوع الافتتاحية التي استمرت خمسة أيام. حقق 1.7 مليون دولار في أول يوم له، الأربعاء، و 2.4 مليون دولار يوم الخميس، الذي يصادف عيد الشكر. وصل إلى إجمالي 11.9 مليون دولار خلال عطلة نهاية الأسبوع الافتتاحية (ما مجموعه خمسة أيام من 16 مليون دولار)، واحتل المركز الرابع في شباك التذاكر. في نهاية الأسبوع الثاني، حقق الفيلم 6.5 مليون دولار (انخفاضًا بنسبة 45٪)، واحتل المركز الرابع.
منح موقع "الطماطم الفاسدة" الفيلم تقييماً مقداره 83% بناءاً على آراء 223 ناقداً سينمائياً، وكتب إجماع نقاد الموقع: "يروي الفيلم، الأنيق والاستفزازي والقوي، قصة هروب آسرة، غارقة في الوقت المناسب، وفي نص فرعي مدروس."
منح موقع "ميتاكريتيك" الفيلم تقييماً مقداره 74% بناءاً على آراء 43 ناقداً سينمائياً، ومنحت الجماهير الذين استطلعت آراؤهم منظمة "سينما سكور" درجة ( - A) للفيلم على مقياس من (+ A) إلى (F) بينما كانت الآراء التي استطلعتها شركة (بوست تراك) تمنح الفيلم خمسة نجوم من أصل خمسة، مع نسبة 79٪ قالوا أنهم سيوصون به بالتأكيد.
عيّن مارك كرمود من صحيفة الغارديان للفيلم أربعة من أصل خمسة نجوم وكتب: "في النهاية، قصة الحب هي التي تجعل الفيلم مهمًا، مع ما يكفي من الكهرباء للسماح لمجادلات الرأس بأن تجتاحها عواطف القلب."
أشاد جوني أولكسنكي من "نيويورك بوست" بالأداء الرائد لدانيال كالويا وجودي تورنر سميث.
وصف الفيلم الصحفي آدم وايت من الإندبندنت بأنه: "جميل ومثير للقلق في نفس الوقت"، وأشاد بإخراج ميلينا ماتسوكاس.

## الجوائز والترشيحات
جمعية نقاد السينما الأمريكية الأفريقية (AAFCA) 2019: فاز بجائزة التأثير، رشح لجائزة أفضل فيلم (AAFCA) المركز السادس.
تحالف الصحفيات السينمائيات 2020: رشح لجائزة التركيز على الإناث من أكاديمية الإمارات الدبلوماسية لأفضل أداء مذهل (جودي تيرنر سميث).
جوائز الفيلم الأمريكي 2020: رشح لجائزة أفضل ممثل (دانيال كالويا).
جمعية أوستن لنقاد السينما 2020: رشح لجائزة أفضل أول فيلم (ميلينا ماتسوكاس)
جوائز بلاك انترتينمنت للتلفزيون 2020: فاز بجائزة أفضل فيلم للترفيه لتلفزيون الملونين.
جوائز بلاك ريل 2020: فاز بجائزة المخرج الناشئ المتميز (ميلينا ماتسوكاس) – جائزة السيناريو الأول المتميز (لينا وايثي) – جائزة التصوير السينمائي الرائع (تات رادكليف) – جائزة الأغنية الأصلية الرائعة (تيانا ماجور 9 إيرثغانغ) أغنية "كولايد". رشح لجائزة "فيلم بلاك ريل المتميز" لأفضل ممثل (دانيال كالويا) – أفضل ممثلة (جودي تيرنر سميث) – جائزة المخرج المتميز (ميلينا ماتسوكاس) – أفضل سيناريو (لينا وايثي) – أفضل موسيقى تصويرية (ديفونتي هاينز) – أفضل ممثلة (جودي تيرنر سميث) – أفضل تصميم أزياء متميز (شيونا توريني) – أفضل تصميم إنتاج متميز (كارين ميرفي) – أفضل فيلم (باميلا عبدي - أندرو كولز - جيمس فراي - ميشيل كنودسن - ميلينا ماتسوكاس - لينا وايثي - براد ويستون) – أفضل أغنية أصلية رائعة (لورين هيل - الأغنية: "حراسة البوابات").
جوائز ساين-ايفوريا 2021: رشح لجائزة أفضل ممثلة - مسابقة دولية (جودي تيرنر سميث) - أفضل ثنائي - مسابقة دولية (دانيال كالويا وجودي تيرنر سميث) - أفضل تصوير سينمائي - مسابقة دولية (تات رادكليف) - أفضل موسيقى أصلية - مسابقة دولية (ديفونتي هاين) - أفضل مكياج - مسابقة دولية (ما كالاديفي أناندا - بريان بديع - لانا مورا - مييشا واد).
جوائز نقابة مصممي الأزياء 2020: رشح لجائزة التميز في الفيلم المعاصر (شيونا توريني)
نقابة المخرجين الأمريكية - الولايات المتحدة الأمريكية 2020: رشح لجائزة نقابة المخرجين الأمريكية للإخراج المتميز في فيلم روائي طويل لأول مرة (ميلينا ماتسوكاس).
جوائز دائرة نقاد أفلام فلوريدا 2019: فاز بجائزة أفضل أول فيلم (ميلينا ماتسوكاس).
جوائز المقطع الدعائي الذهبي 2021: فاز بجائزة أفضل دراما.
جوائز جمعية نقاد السينما الغربية الكبرى في نيويورك لعام 2019: رشح لجائزة أفضل مخرج صاعد (ميلينا ماتسوكاس).
جوائز نقابة المشرفين على الموسيقى 2020: فاز بجائزة أفضل إشراف موسيقي عن فيلم بميزانية أقل من 25 مليون دولار (كير ليمان).
المجلس الوطني للمراجعة - الولايات المتحدة الأمريكية 2019: فاز بجائزة أفضل إخراج لأول مرة (ميلينا ماتسوكاس)
مهرجان نيوبورت بيتش السينمائي 2020: فاز بجائزة مهرجان الشرف البريطاني للمشاهدة (جودي تيرنر سميث)
جوائز ري-فريم 2020: فاز بضمه إلى أفضل 100 فيلم من شركة يونيفرسال بيكتشرز
جمعية هاواي لنقاد السينما 2020: رشح لجائزة أفضل مخرج جديد (ميلينا ماتسوكاس) – رشح أيضاً لجائزة أفضل فيلم أول (ميلينا ماتسوكاس).
جمعية نقاد هوليوود 2020: رشح لجائزة العمل الأول المميز  (ميلينا ماتسوكاس).
جوائز هوليوود ميوزيك إن ميديا (HMMA) 2019: رشح لجائزة الإشراف الموسيقي المتميز – لفيلم (كير ليمان) - أفضل ألبوم موسيقى تصويرية 
جوائز الصورة (NAACP) 2020: رشح لجائزة صورة الممثلة المتميزة في فيلم سينمائي (جودي تيرنر سميث) – لجائزة أفضل ممثل في فيلم سينمائي (دانيال كالويا) - أداء مذهل لا مثيل له في فيلم (جودي تيرنر سميث) – الفيلم المتميز.
محرري صوت الصور المتحركة - الولايات المتحدة الأمريكية 2020: رشح للجائزة الريل الذهبي الإنجاز المتميز في تحرير الصوت - نقاط الموسيقى لفيلم روائي طويل (جوزيف س. ديبيسي "محرر موسيقي")
جوائز الفيلم الوطني - المملكة المتحدة 2020: رشح لجائزة الفيلم الوطني لأفضل ممثل (دانيال كالويا).
الرابطة عبر الإنترنت لنقاد السينما النسائية 2019: رشح لجائزة المخرج الصاعد (ميلينا ماتسوكاس).
جوائز أونلاين جمعية نقاد السينما 2020: رشح لجائزة أفضل ظهور لأول مرة (ميلينا ماتسوكاس).
جمعية سانت لويس لنقاد السينما - الولايات المتحدة 2019: رشح لجائزة أفضل سيناريو أصلي (لينا وايثي - جيمس فراي).
جوائز جمعية تورنتو لنقاد السينما لعام 2019: رشح لجائزة أفضل فيلم أول (ميلينا ماتسوكاس).
جوائز دائرة نقاد سينما المرأة 2019: رشح لجائزة جوزفين بيكر – رشح لجائزة أفضل امرأة راوية (لينا وايثي) - أفضل مساواة بين الجنسين، أفضل زوجين شاشة (دانيال كالويا - جودي تيرنر سميث).

## وصلات خارجية
https://mubi.com/films/queen-slim كوين وسليم (فيلم)
https://elcinema.com/work/2058389/ كوين وسليم (فيلم)
https://www.imdb.com/title/tt8722346/ كوين وسليم (فيلم)
https://letterboxd.com/film/queen-slim/ كوين وسليم (فيلم)
https://www.filmaffinity.com/us/film749239.html كوين وسليم (فيلم)
https://www.blu-ray.com/Queen-and-Slim/975643/ كوين وسليم (فيلم)
https://www.allmovie.com/movie/queen-slim-v718404 كوين وسليم (فيلم)
https://www.themoviedb.org/movie/536743-queen-slim كوين وسليم (فيلم)
https://www.allocine.fr/film/fichefilm_gen_cfilm=266341.html كوين وسليم (فلم)